# Zdeněk Kašpar Kaplíř ze Sulevic
Zdeněk Kašpar hrabě Kaplíř, svobodný pán ze Sulevic (ze Sulejovic) (1611 – 6. října 1686 Vídeň) byl český šlechtic, vojenský velitel a císařský polní maršál.

## Původ
Jeho rodiče byli Albrecht Kaplíř rytíř ze Sulevic, pán na Kolči (1583 – 6. srpna 1616), plukovník, apelační rada a truksas, z třebívlické větve Kaplířů a Magdalena Údrčská z Údrče (1593 – 19. září 1631). Jeho prarodičem byl Kašpar Kaplíř ze Sulevic (1535 – 21. června 1621), císařský rada, purkrabí Karlštejnský za rytířský stav, nejvyšší písař a zemský direktor, popravený na Staroměstském náměstí za účast na stavovském odboji, jehož manželkou byla Eva Vidláková-Radimská ze Slavkova (1555 – 27. března 1618). Prarodiče Zdeňka Kašpara z matčiny strany byli Jiří Údrčský z Údrče († 1590) a Johana Kyšperská z Vřesovic.
Místo narození není známo. Koleč, který je někdy uváděn jako místo jeho narození, jeho babička Eva Vidláková-Radimská koupila až v roce 1614.
Rodinné statky, které mu odkázala babička Eva Vidláková-Radimská, mu byly pro účast jeho děda Kašpara Kaplíře ve stavovském povstání zkonfiskovány. Panství Neustupov získal don Martin de Hoeff-Huerta, Miličín a Votice Don Baltasar Marradas. Také věno jeho matky Magdaleny na zboží v Třebelicích bylo zkonfiskováno.

## Kariéra
V září 1622 byl poslán jako jedenáctiletý na gymnázium do lužického Zhořelce, odkud odešel v roce 1624 na univerzitu ve Franekeru v nizozemském Frísku. Dne 2. července 1629 se imatrikuloval na právnické fakultě university v Leidenu. Jeho matka Magdaléna Kaplířová zemřela v exilu v saské Pirně 27. září 1631; pohřbena je v tamním Mariánském kostele. Jejího pohřbu se zde účastnil i dvacetiletý Kašpar Zdeněk, v té době ve vojenské službě u nizozemských generálních stavů.
V letech 1631–1635 sloužil spolu s řadou svých příbuzných v saské armádě. V této době bydlel v Drážďanech. Účastnil se tažení Sasů do Čech v letech 1631–1632, jako jezdecký důstojník byl 30. listopadu 1631 velitelem stráže u Týnského chrámu v Praze, kde se konaly slavnostní bohoslužby za popravené předáky českého stavovského povstání. Po bohoslužbě byly pohřbeny jejich hlavy, mezi nimi i hlava jeho děda Kašpara.
V letech 1635–1641 sloužil ve švédské armádě. Pod velením generála Johana Banéra se na jaře 1639 účastnil vpádu do Čech; existuje doklad z 15. července 1639, že byl v Litoměřicích jako major kyrysnického pluku. Po smrti Johana Banéra (10. května 1641) na cirhózu jater, způsobenou nadměrným pitím alkoholu, opustil švédskou armádu. Využil císařského general-avocatoria, navrátil se do Vídně, konvertoval ke katolicismu a vstoupil ihned do císařského vojska v hodnosti Obristwachtmeister (generál-vrchní strážmistr, zkráceně i generálstrážmistr, obdoba pozdějšího generálmajora).
V roce 1645 bojoval proti Švédům u Vídně, roku 1647 měl plukovnický patent a velel pluku kyrysníků, roku 1648 se účastnil obrany Prahy před Švédy vedenými generálem Königsmarckem. Po uzavření Vestfálského míru 24. října 1648 přešel s nově formovaným plukem se souhlasem císaře do španělských služeb v Milánsku. Zde bojoval ve funkci zástupce vrchního velitele maršálka von Enkevorta. Roku 1656 byl povýšen do hodnosti generálního polního strážmistra (Generalfeldwachtmeister) a jmenován radou dvorské válečné rady, císařským komořím a tajným radou. Od roku 1658 byl vrchním velitelem císařského expedičního sboru v Milánsku, až do uzavření příměří mezi Francií a Španělskem koncem roku 1659. Svobodný pán Zdeněk Kašpar Kaplíř byl roku 1661 jmenován císařským radou a generálem podmaršálkem (G.F.M.L.), a roku 1665 přísedícím dvorské vojenské rady. Po porážce spiknutí uherských magnátů v roce 1670 byl jedním ze soudců v procesu s vůdcem spiknutí hrabětem Františkem III. Nádasdy, který byl 30. dubna 1671 ve Vídni sťat.
Roku 1673 byl jmenován generálním polním komisařem a v letech 1674–1679 se zúčastnil války ve Francii, kde zabezpečoval císařským sborům v Alsasku-Lotrinsku pod generály de Souchesem a Montecuccolim hospodářskou základnu. V dubnu 1678 byl povolán jako válečný velitel tyrolského Innsbrucku, kde zůstal až do uzavření Nijmegenského míru 5. února 1679. V letech 1680–1682 byl válečným komisařem v Uhersku. V prosinci roku 1681 se jako císařův zplnomocněnec spolu s knížetem Janem Adolfem I. Schwarzenbergem (1615–1683), hrabětem Johannem Hartwigem Nostitz-Rieneck (1610–1683) a dvorním kancléřem Johannem Paulem Hocherem (1616–1683) účastnil v Šoproni korunovace třetí císařovy manželky Eleonory Magdaleny Falcko-Neuburské (1655–1720) za královnu Uherskou.
Měl významný podíl při záchraně Vídně při jejím obléhání vojsky Osmanské říše. V obležené Vídni byl předsedou mimořádné vídeňské vlády. Obléhání Vídně skončilo bitvou na Kahlenbergu 12. září 1683 a porážkou muslimů. Za záchranu Vídně byl 21. září 1683 povýšen císařem Leopoldem do hodnosti polního maršála. Jeho insignie polního maršála – šerpa a maršálská hůl – jsou uloženy v Diecézním muzeu v Litoměřicích, resp. v biskupské rezidenci na Dómském pahorku.

## Osobní život
V květnu 1646 získal v restituci náhradu za 4/5 statku Třebívlice, dědictví po matce a jejích sestrách. Poprvé se oženil s Annou Ludmilou Bukovanskou z Bukovan, vdovou po bratranci Jiřím. Půl roku po svatbě Anna Ludmila zemřela, po ní zdědil statek Chlumín na Mělnicku.  
- 1647 se ve Vídni oženil podruhé, s hraběnkou Annou Katharinou Hoyos († 1664), jejíž děd přišel do Rakouska ze španělského Burgosu v roce 1547. Jejím prostřednictvím získal vlivné příznivce, například švagra hraběte Johanna Baltazara Hoyose (1626 – 10. října 1681), dolnorakouského zemského maršála.
- 1654 byl povýšen do stavu svobodných pánů
- 1656 dostal v restituci náhradu za zabavené Votice
- 1664 zemřela jeho druhá manželka hraběnka Anna Katharina Hoyos
- 6. ledna 1665 se na zámku v Rosicích oženil potřetí, s hraběnkou Annou Theresií Cukrovou z Tamfeldu (1638–1713), dcerou Jaroslava Cukra z Tamfeldu a Sibylly Žďárské ze Žďáru. Anna Theresie byl vdova po Karlu Kašparu Kaplíři, vzdáleném bratranci Kašpara Zdeňka, od něhož v roce 1661 koupil panství Milešov. Anna Theresie se po smrti hraběte Zdeňka Kašpara Kaplíře vdala za chebského purkrabího, císařského komořího a polního zbrojmistra hraběte Philippa Emmericha Metternich-Winneburg-Beilstein na Kynžvartě (1628–1698), pra-pra-pradědečka kancléře Klemense Metternicha.
- 1665 získal zpět konfiskovaný majetek po své babičce Evě Kaplířové, rozené Vidlákové-Radimské ze Slavkova, a po bratrovi Oldřichovi, jenž zemřel v exilu bezdětný a v chudobě roku 1653.
- 20. listopadu 1674 byl povýšen do hraběcího stavu, s polepšením erbu a s oslovením Vysokorodý a Blahorodý. Majestát vyhotoven ve Vídni 5. února 1676. Zdeněk Kašpar, svobodný pán ze Sulevic, hornorakouský tajný rada, přísedící vojenské dvorské rady, nejvyšší polní zbrojmistr, generální polní komisař vojenský a majitel pluku, pán na Milešově, Újezdu sv. Kříže a Bělé, byl tímto majestátem povýšen v hraběcí stav Svaté říše římské.
- 6. října 1686 zemřel ve Vídni, pohřben je v kryptě kostela sv. Antonína Paduánského v Milešově.
- Zemřel bez dědiců, následně majetky z titulu příbuzenství přebírají Hrzáni z Harasova.

## Majetkové poměry
- Panství Horní Chobolice u Ploskovic s tvrzí a dvorem a s vesnicemi Kutinoves a Blankařice zdědil po Matyáši Gerunkovi Kaplíři roku 1636, a prodal je 21. července 1665 za 13.500 zlatých rýnských vévodkyni Anně Magdaléně Sachsen-Lauenburg rozené Lobkowicz (* 20. července 1606, † 7. září 1668), která vlastnila panství Ploskovice a Zákupy.
- Panství Chlumín s vesnicemi Zátvor a Netřebov zdědil roku 1646 po své první manželce Anně Ludmile Bukovanské z Bukovan.
- Panství Milešov koupil od svého strýce Karla Kašpara Kaplíře 4. srpna 1661. Rozloha byla 1099 ha. Hrabě Kašpar Zdeněk Kaplíř zde nechal přestavět renesanční zámek na barokní (1662–1667), v letech 1675–1680 na pahorku jihovýchodně od vsi Milešov nechal vystavět nový farní kostel sv. Antonína Paduánského. Projekty ke všem stavbám vytvořil Antonio della Porta. Bohatě vypravený kostel se štukovou výzdobou hlavního průčelí i interiéru doplňovala dřevěná zvonice na kamenné podezdívce. V kryptě kostela byl 20. října 1686 hrabě Kašpar Zdeněk Kaplíř pohřben, jeho ostatky se zde nacházejí do současnosti. Na zámku v Milešově měl obrazy svých přátel a spolubojovníků v životní velikosti, byli tu Strozzi, Copp, Beltin, Losenstein, Herculane, Piccolomini, Capel, Arizaga, Cordon, Caracena, de Sera. Obrazy ve sbírce: sv. Antonín Paduánský, La Carita od Procacina, Tobias od Perusina, Ecce Homo, Matka Boží od Rafaela d'Urbino, sv. Bartoloměj od Jana Christophora, Cizoložnice a Venuše od Pamphiliho, Zuzana od Cornara, Rubensova podobizna od Rubense, Venuše od Tiziana, sv. Panna Maria od Guida, sv. Panna Maria od Dolcea, Lot a jeho dcery od janovského malíře, obraz od Gentile di Roma, Venuše a Adonis od Tiziana, Neptun, Diana a Bakchos, dva obrazy bitev od Bourguignona, další malé obrazy a mědirytiny, benátské a turecké koberce a vlámské gobelíny. Tato umělecká díla jsou dnes ztracená.
- Panství Medvědice s tvrzí a patronátem, vesnicí Mrsklesy a částmi vesnic Dřínek, Vlastislav a Lipá koupil roku 1672 od Anny Ludmily Chřepické rozené Kaplířové, dceři Karla Kašpara Kaplíře, za 17 000 zlatých rýnských. Rozloha byla 350 ha.
- Panství Újezd Svatého Kříže, statek Bělá nad Radbuzou s vesnicemi Haslberg, Sichtigfuer, Bystřice, Liščí Hora, Neubau, Smolov, Richstein, Železná, Pleš, koupil 11. února 1678 od Wolfa Maximiliána svobodného pána Lamingera z Albenreuthu (* 23. listopadu 1634, † 2. listopadu 1696) za 130 000 zlatých rýnských. Rozloha statku byla 3979 ha.